# Pseudocallispa
Pseudocallispa is een geslacht van kevers uit de familie bladkevers (Chrysomelidae).
De wetenschappelijke naam van het geslacht werd in 1932 gepubliceerd door Uhmann, 193.

## Soorten
- Pseudocallispa schultzei Uhmann, 1930-1932